# Surinaamse parlementsverkiezingen 2020/Kandidatenlijst/A20
Dit is de lijst van kandidaten voor de Surinaamse parlementsverkiezingen in 2020 van A20. De verkiezingen vonden plaats op 25 mei 2020. De landelijke partijleider is Steven Reyme.
De onderstaande deelnemers kandideren op grond van het districten-evenredigheidsstelsel voor een zetel in De Nationale Assemblée. Elk district heeft een eigen lijsttrekker. Los van deze lijst vinden tegelijkertijd de verkiezingen van de ressortraden plaats. Daarvoor geldt het personenmeerderheidsstelsel. De kandidaten voor de ressortraden staan hieronder niet genoemd.

## Lijsten
Hieronder volgen de kandidatenlijsten op alfabetische volgorde per district.

### Brokopondo
1. Medel Vrede
2. Jowinsa Blijer
3. Michel Vlijter

### Commewijne
1. Rodney Kariodimedjo
2. Merredith Nieveld
3. John Tuinfort
4. Constance Prika

### Coronie
1. Maresa Maarbach
2. Charleen Feller

### Marowijne
1. Jan Betterson
2. Louis Biswane
3. Yvonne Pinas

### Nickerie
1. Mahinderpersad Ramnath
2. Chamara Sabajo
3. Eric Narine
4. Rutacia Grebbe
5. Louise Pregers

### Para
1. Fairouz Fredison
2. Peggy Pasiran
3. Terence Panka

### Paramaribo
1. Steven Reyme
2. Serena Essed
3. Fadil Illes
4. Max Huisden
5. Florence Tjin A Soe
6. Samuel Kuik
7. Bitoya Pakosie
8. Perry van Leesten
9. Andro Loods
10. Sharmaine Artist
11. Eric Astwood
12. Winston van der Leuv
13. Jerrel Pinas
14. Naomi Samuel
15. Oemairah Bijlhout
16. Enrico Lemmert
17. Ramona Forster

### Saramacca
1. Silvana Vanas
2. Helena Sahibdin
3. Elvis Sarmoen

### Sipaliwini
1. Richel Petrusi
2. Susan Alpin
3. Jakie Samuels

### Wanica
1. Graciëlla Hardjopawiro
2. Olu Abena
3. Anand Bhoelai
4. Imelda Bendanon
5. Farley Newland
6. Mignom Shenti
7. Steven Essed

Kandidaten per partij: A20 · 
ABOP · 
BEP · 
DA'91 · 
DNW · 
DOE · 
HVB · 
NDP · 
NPS · 
PALU · 
PL · 
PRO/APS · 
SDU · 
SPA · 
STREI! · 
VHP · 
VVD
Kandidaten per district: Brokopondo · 
Commewijne · 
Coronie · 
Marowijne · 
Nickerie · 
Para · 
Paramaribo · 
Saramacca · 
Sipaliwini · 
Wanica